# Harris Dickinson
Harris Dickinson, nascut el 24 de juny de 1996 a Leytonstone, Londres, és un actor britànic.

## Biografia
Als disset anys va deixar l'escola, on havia estudiat cinema i teatre. Va estar a punt d’enrolar-se als Royal Marines, però va ser convençut pel seu antic professor de la RAW Academy d'encaminar els seus passos cap a la actuació. Anys més tard, en una entrevista, Dickinson diria que moltes persones opten per no seguir les seves passions "perquè tenen por o no tenen un entorn de suport".
Després d'interpretar diferents papers secundaris en diverses sèries de televisió, va guanyar popularitat per la seva interpretació de Frankie al drama homosexual Beach Rats (2017) d'Eliza Hittman, pel qual va guanyar un premi al London Film Critics com a millor actor jove britànic. Tot seguit va alternar grans produccions com Maleficient: Mistress of Evil (2019), The King's Man: First Mission (2021) i produccions independents, sobretot a Triangle of Sadness de Ruben Östlund, guanyadora de la Palma d'Or al Festival de Cannes.
De les seves intervencions en TV destaca la seva interpretació de John Paul Getty III a la sèrie estatunidenca Trust (2018), polèmica i amb una amenaça de demanda per part de la família Getty. Cal destacar que la sèrie es va programar un any després de la pel·lícula de Ridley Scott All the Money in the World (2017), que aborda el mateix tema sobre el segrest a Itàlia del net del magnat Jean Paul Getty.

## Filmografia

### Cinema
| Any  | Títol                         | Personatge          | Direcció            |
| ---- | ----------------------------- | ------------------- | ------------------- |
| 2017 | Beach Rats                    | Frankie             | Eliza Hittmann      |
| 2018 | Postcards from London         | Jim                 | Steve Mc Lean       |
| 2018 | The Darkest Minds             | Liam                | Jennifer Yuh Nelson |
| 2019 | Matthias & Maxime             | Mc Afee             | Xavier Dolan        |
| 2019 | County Lines                  | Simon               | Herny Blake         |
| 2019 | Maleficient: Mistress of Evil | Princep Phillip     | Joachim Ronning     |
| 2021 | The Souvenir: Part II         | Pete                | Joanna Hogg         |
| 2021 | The King's Man: First Mission | Conrad Oxford       | Matthew Vaughn      |
| 2022 | Triangle of Sadness           | Carl                | Ruben Östlund       |
| 2022 | See How They Run              | Dickie Attenborough | Tom George          |
| 2022 | Where the Crawdads Sing       | Chase Andrews       | Olivia Newman       |
| 2023 | Scrapper                      | Jason               | Charlotte Reagan    |
| 2023 | The Iron Claw                 | David Von Erich     | Sean Durkin         |
| 2024 | Babygirl                      | Samuel              | Halina Reijn        |
| 2024 | Blitz                         | Jack                | Steve McQueen       |

### Televisió
| Any  | Títol          | Personatge          | Notes                              |
| ---- | -------------- | ------------------- | ---------------------------------- |
| 2014 | Some Girls     | Tonka               | Sèrie                              |
| 2016 | Home           | P.K. Bell           | Telefilm dirigit per Brad Anderson |
| 2017 | Silent Witness | Aaron Logan         | Sèrie                              |
| 2018 | Trust          | John Paul Getty III | Sèrie                              |